# 涌井雅之
涌井 雅之（わくい まさゆき、本名：涌井 史郎（わくい しろう）、1945年11月22日 - ）は、日本の造園家。大学教授。三桂所属。神奈川県鎌倉市生まれ。

## 経歴
1969年 東京農業大学農学部造園学科卒業。東急グループ傘下の造園会社、石勝エクステリアを設立。造園家として多摩田園都市、全日空万座ビーチホテル、ハウステンボス、東急宮古島リゾート等のランドスケープ計画・デザインを手掛ける。1998年、東京農業大学造園学科非常勤講師。2000年、石勝エクステリア代表取締役を退任。2005年、愛・地球博会場演出総合プロデューサー。2010年、東京都市大学環境情報学部教授。2013年、岐阜県立森林文化アカデミー学長。
このほか、社団法人国際観光施設協会副会長、社団法人日本造園学会顧問、桐蔭横浜大学特任教授、東京農業大学客員教授、公益財団法人緑の地球防衛基金理事長などを務めた。

## 出演

### コメンテーター
- TBS「サンデーモーニング」2021年まで
- 毎日放送 「ちちんぷいぷい」（関西ローカル、不定期）
- テレビ朝日「やじうまテレビ!」（火曜日）

### その他
- NHK総合 「ブラタモリ」（不定期出演）

## 著書
- 『景観創造のデザインデベロップメント』綜合ユニコム、1991年。ISBN 4881501380
- 『景観から見た日本の心』日本放送出版協会、2006年。ISBN 4149105855
- 『なぜ一本の松だけが生き残ったのか 奇跡と希望の松』創英社、三省堂書店、2012年。ISBN 4881425595
- 『いなしの智恵 日本社会は「自然と寄り添い」発展する』（ベスト新書）ベストセラーズ、2014年。ISBN 4584124353